# Robert Hájek
Robert Hájek (* 2. července 1992 Praha) je český herec.

## Život a rodina
Narodil se v Praze, vyrůstal a žije v Dejvicích.[zdroj⁠?!] V patnácti letech nastoupil na Pražskou konzervatoř, kde maturoval a po dalších dvou letech získal absolutorium. Volný čas tráví sportem, do staršího dorostu chytal za FK Dukla Praha.
Pochází z divadelní rodiny, jeho matkou je herečka Jarmila Švehlová, jeho otcem je primátor Josef Hájek a dědečkem tenorista Zdeněk Švehla.[zdroj?]

## Kariéra
Robertovu kariéru odstartovala hlavní role Macha v celovečerním hraném filmu Václava Vorlíčka "Mach, Šebestová a kouzelné sluchátko".
V roce 2012 složil absolutorium na Pražské konzervatoři (hudebně-dramatický obor). V témže roce získal angažmá v Městských divadlech pražských. Hrál jednu z hlavních rolí v seriálu České televize Četníci z Luhačovic.

## Dílo
Divadelní role
Městská divadla pražská
- Sen Čarovné noci (Lysandr)
- Markéta Lazarová (Adam)
- Kancl (Ricky)
- Bylo nás pět (Eda Kemlink)
- Bedřich Smetana: The Greatest Hits (Michal – Branibor)
- Sebevrah (básník)

Divadlo Minor
- Klapzubova jedenáctka

Filmy
- 2021 Kryštof

- 2001 Mach, Šebestová a kouzelné sluchátko (Mach)

Televizní seriály
- 2023 Docent

- 2023 Zlatá labuť

- 2022 Chlap

- 2021 Specialisté

- 2019 Rapl

- 2018 Inspektor Max

- 2018 Labyrint

- 2017 Četníci z Luhačovic (desátník/strážmistr Martin Láska)
- 2004 Josef a Ly (Máchal)
- 2018 Inšpektor Max (Filip)

Televizní filmy
- 2010 Bludičky
- 2008 Bekyně mniška

Dabing (výběr)
Filmy (výběr)
- 2023 Super Mario Bros. ve filmu (Luigi)
- 2016 Želvy Ninja 2(Michelangelo)
- 2014 Želvy Ninja (Michelangello)
- 2013 Justin: Jak se stát rytířem (Justin)
- 2013 Kšeft na jeden den (Adam)
- 2013 Příběhy ze Zeměmoří (Arren)
- 2012 Dívka vs. Monstrum – Brendan Meyer (Henry)2009
- 2009 Fort Apache – George O'Brien (kapitán Sam Collingwood)
- 2009 Jennifer's Body – Bacha, kouše! (Jonas)
- 2006 Její případ (Sammy Aimes)
- 2005 Bernský zázrak (Matthias Lubanski)
- 2004 Polární expres (Chris)
- 2002 E.T. – Mimozemšťan (Elliott)
- 2002 Myšák Stuart Little 2 (George Little)

Seriály (výběr)
- 2014 Castle na zabití (Pi)
- 2014 Perníkový táta [6. série] (Todd)
- 2014 90210: Nová generace (Zach)
- 2013 Misfits: Zmetci [4. série] (Finn Samson)
- 2013 Zdravím, dámy! (Rory)
- 2012 Glee [3. série] (Joe Heart)
- 2012 Procitnutí (Rex

Britten)
- 2012–2016 Městečko záhad (Dipper Pines)